# Los Parajes, Chihuahua
Los Parajes är en ort i Mexiko.   Den ligger i kommunen Guadalupe y Calvo och delstaten Chihuahua, i den västra delen av landet, 1 100 km nordväst om huvudstaden Mexico City. Los Parajes ligger 2 076 meter över havet och antalet invånare är 152.
Terrängen runt Los Parajes är kuperad åt sydväst, men åt nordost är den bergig. Terrängen runt Los Parajes sluttar norrut. Runt Los Parajes är det mycket glesbefolkat, med 4 invånare per kvadratkilometer. Närmaste större samhälle är Mesa del Durazno, 5,9 km norr om Los Parajes. I omgivningarna runt Los Parajes växer huvudsakligen savannskog.